# Kloster L’Épau
Das Kloster L’Épau (Spallum; Espallum; La Piété-Dieu) ist eine ehemalige Zisterzienserabtei in der Gemeinde Yvré-l’Évêque im Département Sarthe, Region Pays de la Loire, in Frankreich. Es liegt vier Kilometer östlich von Le Mans am Ufer der Huisne.

## Geschichte
Das Kloster wurde im Jahr 1229 auf Grund einer Stiftung der Witwe von König Richard Löwenherz, Berengaria von Navarra, als Tochter des Klosters Cîteaux gegründet. Die Kirche wurde 1234 noch vor ihrer Fertigstellung geweiht. Berengaria wurde zunächst im Kloster beigesetzt, ihre sterblichen Überreste kamen aber später in die Kathedrale von Le Mans. Während des Hundertjährigen Kriegs wurde das Kloster von Einwohnern von Le Mans aus Furcht, die Engländer könnten sich dessen bemächtigen, in Brand gesetzt. Der Wiederaufbau dauerte bis zur Mitte des 15. Jahrhunderts. Das Kloster fand während der Französischen Revolution sein Ende. Heute steht es im Eigentum des Generalrats des Départements Sarthe, der es aufwändig restauriert hat.

## Bauten und Anlage

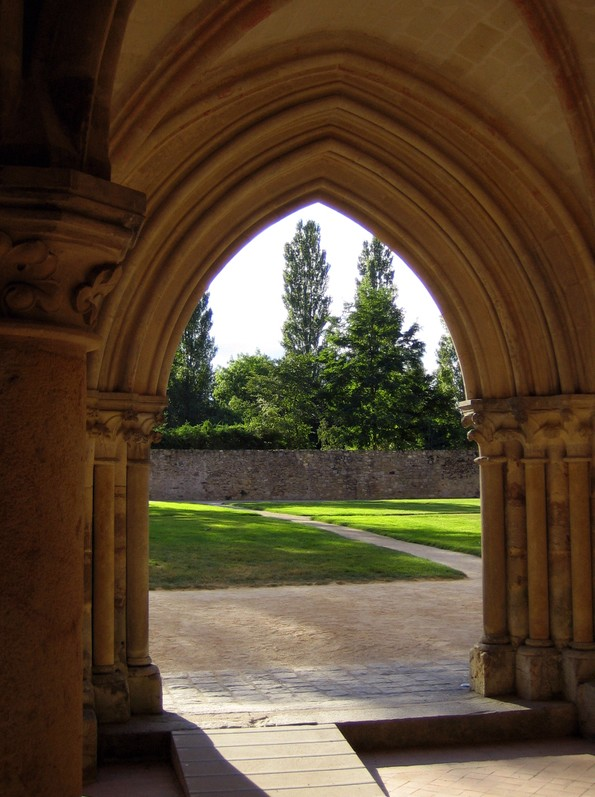
Eingang des Refektoriums

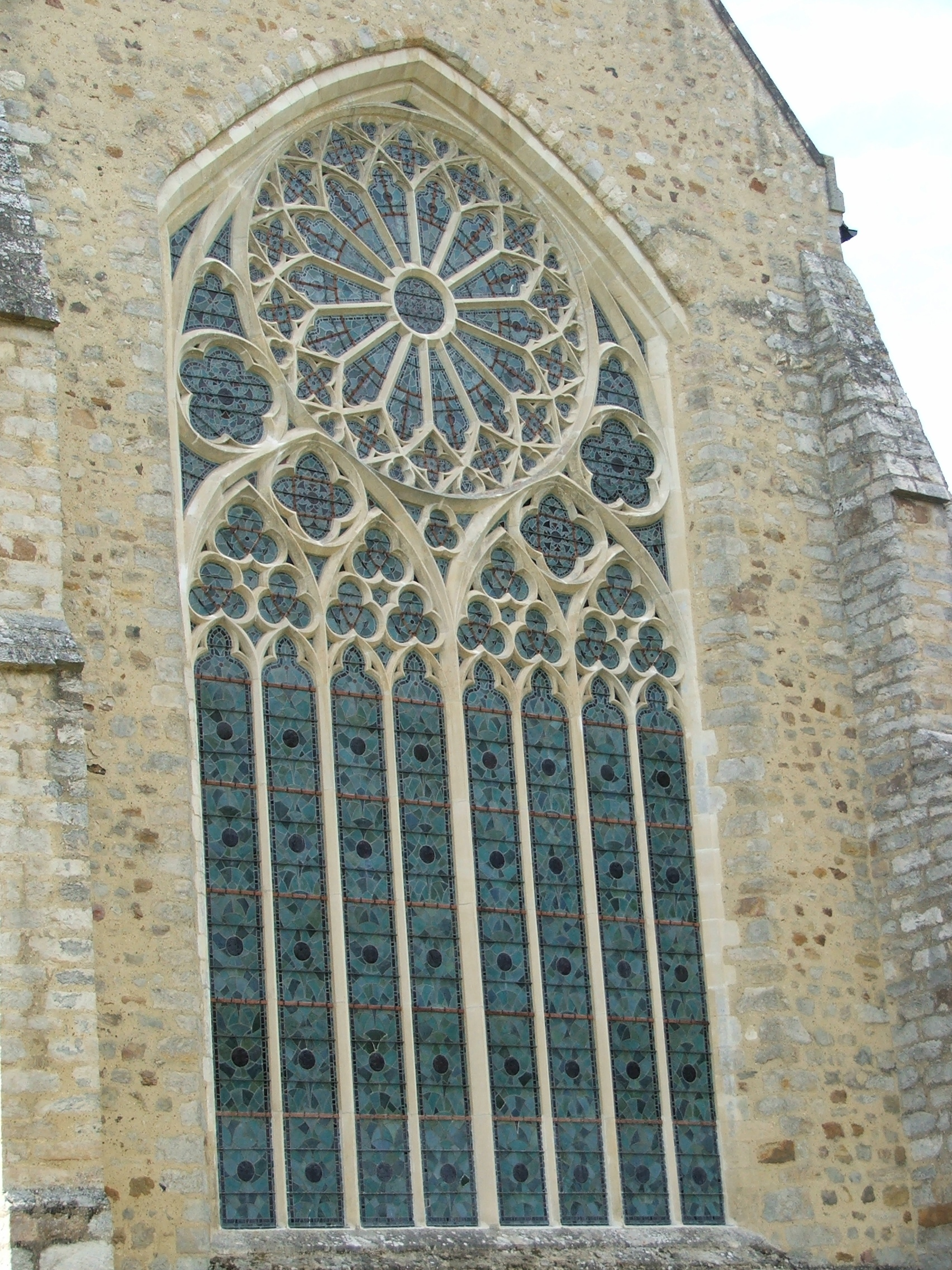
Rosenfenster der Kirche

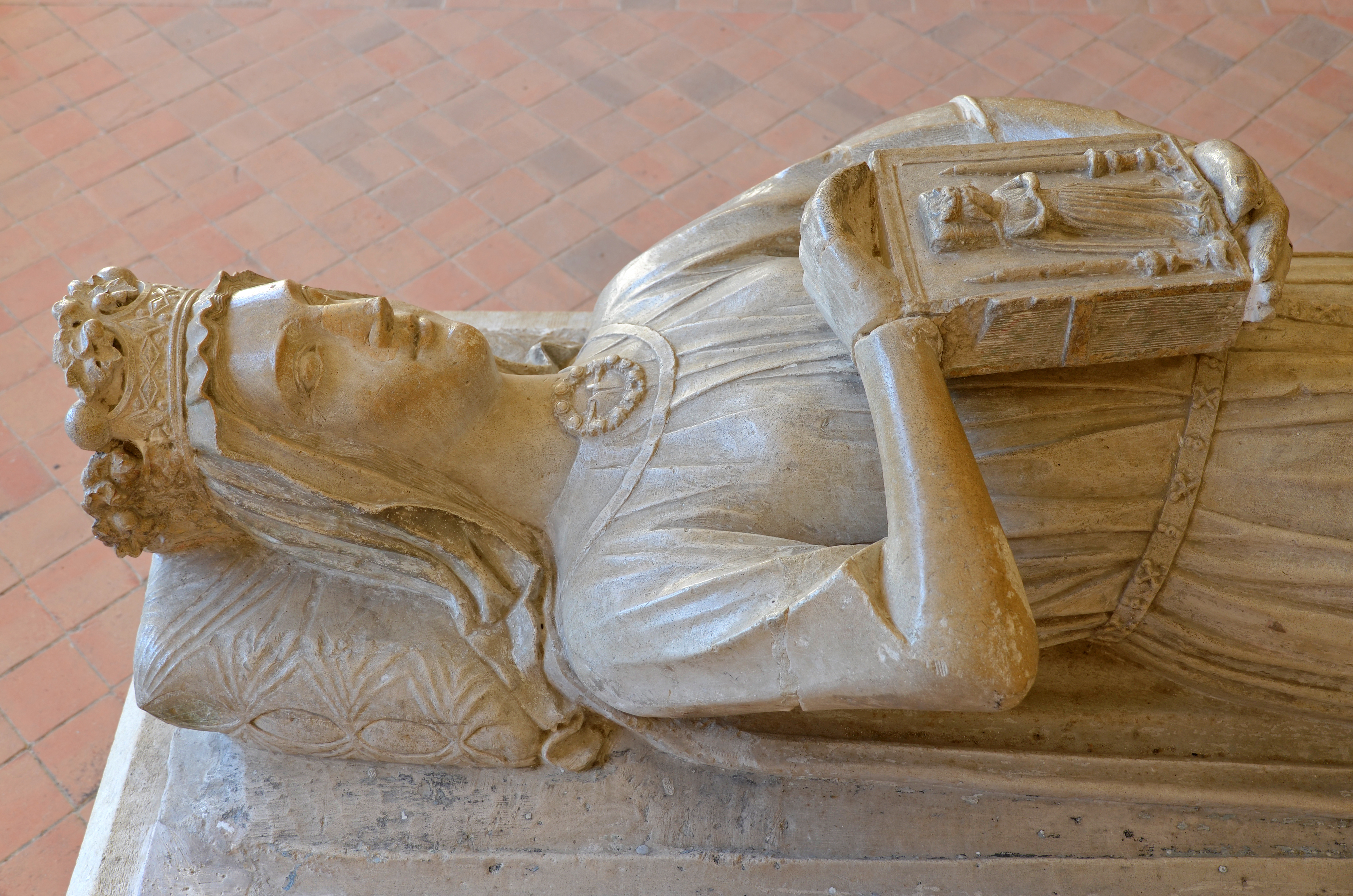
Gisant der Königin Berengaria im Kapitelsaal

Das Kloster gruppiert sich um den ehemaligen hölzernen, im 14. Jahrhundert zerstörten und niemals wieder aufgebauten Kreuzgang. Die kreuzgratgewölbte Kirche ist unvollendet geblieben. Ihr Chor ist rechteckig geschlossen und verfügt im Osten über ein großes Maßwerkfenster mit einer Rosette. Vom Querhaus gehen auf beiden Seiten je drei rechteckige Kapellen aus. Das dreijochige Schiff ist 46 m lang und 15,50 m hoch. Lediglich ein Seitenschiff wurde ausgeführt. Die Klausur liegt im Süden der Kirche. In der Sakristei sind Malereien des 14. Jahrhunderts erhalten. Der zum Kreuzhof durch spitzbogige Arkaden geöffnete Kapitelsaal wurde zwischen 1250 und 1260 errichtet, er entält eine Liegefigur (Gisant) der Königin Berengaria. Vier monolithische Säulen mit weinblattgeschmückten Kapitellen tragen sein Kreuzgratgewölbe. Darüber liegt das Dormitorium. Der kreuzgratgewölbte Wärmeraum weist einen sehr großen Kamin auf. Auch der Mönchssaal aus dem Jahr 1290 ist kreuzgratgewölbt.